# Joachim Christian Gass
Joachim Christian Gass oder Gaß (* 26. Mai 1766 in Leopoldshagen; † 19. Februar 1831 in Breslau, Provinz Schlesien) war ein lutherischer Theologe und Hochschullehrer.

## Leben
Gass war Sohn eines Pfarrers. Er absolvierte die Schule im Kloster Berge und studierte anschließend von 1785 bis 1789 an der Universität Halle Theologie und Literatur. Wann er promoviert wurde, ist nicht bekannt. 1795 erhielt er eine Stelle als Feld- und Garnisonprediger in Stettin. 1807, nach Auflösung seines Regiments und einer kurzen Zeit als Assessor des Konsistoriums in Stettin, kam er nach Berlin. Dort erhielt er 1808 eine Stelle als Prediger an der Marienkirche.
Gass kam 1810 als königlicher Konsistorialrat nach Breslau. Dort wurde er Mitglied der Kirchen- und Schuldeputation des Konsistoriums der Provinz Schlesien. Daneben erhielt er 1811 einen Ruf als ordentlicher Professor für systematische und praktische Theologie an die Universität Breslau. An der Universität richtete er das homiletische Seminar der Theologischen Fakultät ein. Zudem übernahm er zeitweise auch das Amt des Universitätspredigers. Zu diesen Aufgaben hinzu wurde ihm die Oberleitung des Breslauer Schullehrerseminars übertragen. Sowohl am Elisabet-Gymnasium als auch am Maria-Magdalenen-Gymnasium wirkte er in der königlichen Kommission für die Abiturprüfung.
Gass stand ab 1803 in regem Austausch mit Friedrich Schleiermacher, wovon unter anderem gedruckte Briefe zeugen. Daneben stand er auch mit Franz Passow und Wilhelm Harnisch in freundschaftlichem Austausch.
Der Theologe und Philosoph Wilhelm Gaß war sein Sohn.

## Werke (Auswahl)
- Beiträge zur Verbreitung eines religiösen Sinnes in einigen Predigten, Leich, Stettin 1800.
- Vier Predigten in Beziehung auf die jetzigen Zeitverhältnisse, Korn, Breslau 1811.
- Über den christlichen Cultus, Max, Breslau 1815.
- Erinnerung an den Reichstag zu Speyer von 1529, Barth, Breslau 1827.
- Ueber den Religionsunterricht in den obern Classen der Gymnasien, Max, Breslau 1828.